# Allium zaprjagajevii
Allium zaprjagajevii là một loài thực vật có hoa trong họ Amaryllidaceae. Loài này được Kasach mô tả khoa học đầu tiên năm 1973.